# Kungsportsavenyn
A Kungsportsavenyn - mais conhecida como Avenyn - é a avenida principal de Gotemburgo. 
Tem cerca de 840 m, e vai da ponte Kungsportsbron até à praça Götaplatsen. É uma avenida monumental com passeios de 10 metros de largura, ladeada por lojas, cafés e restaurantes, nela circulando os típicos elétricos/bondes azuis de Gotemburgo.
É chamada Avenyn na linguagem do dia-a-dia.

## Galeria

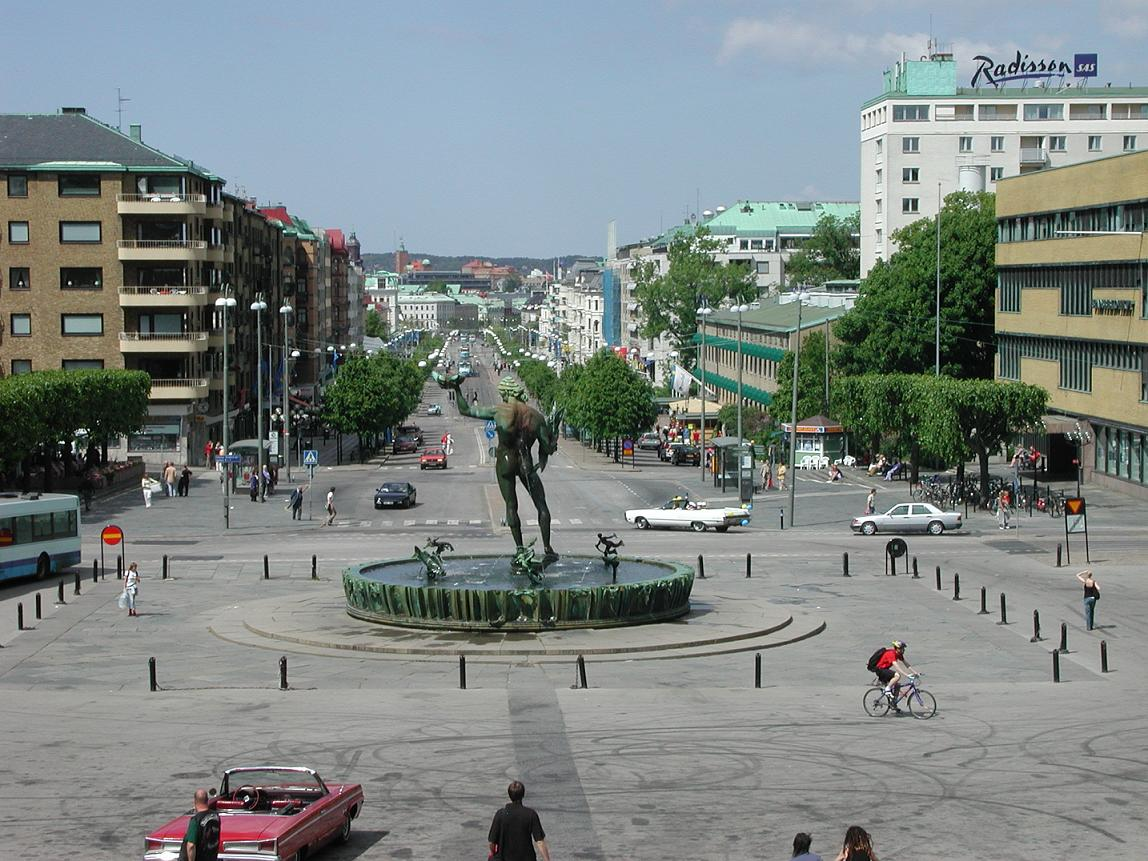
A Götaplatsen com a Kungsportsavenyn ao fundo
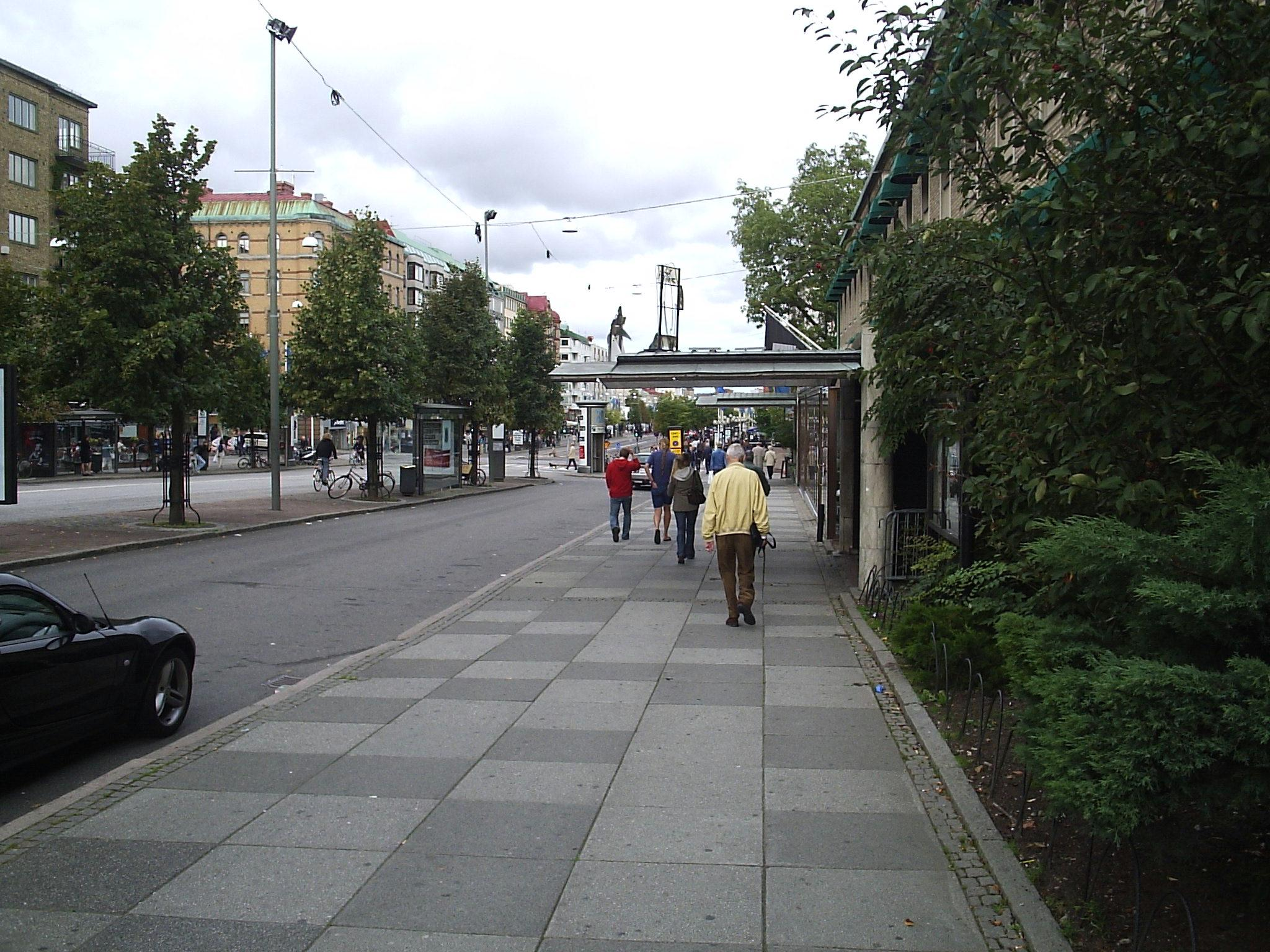
Perto da Götaplatsen
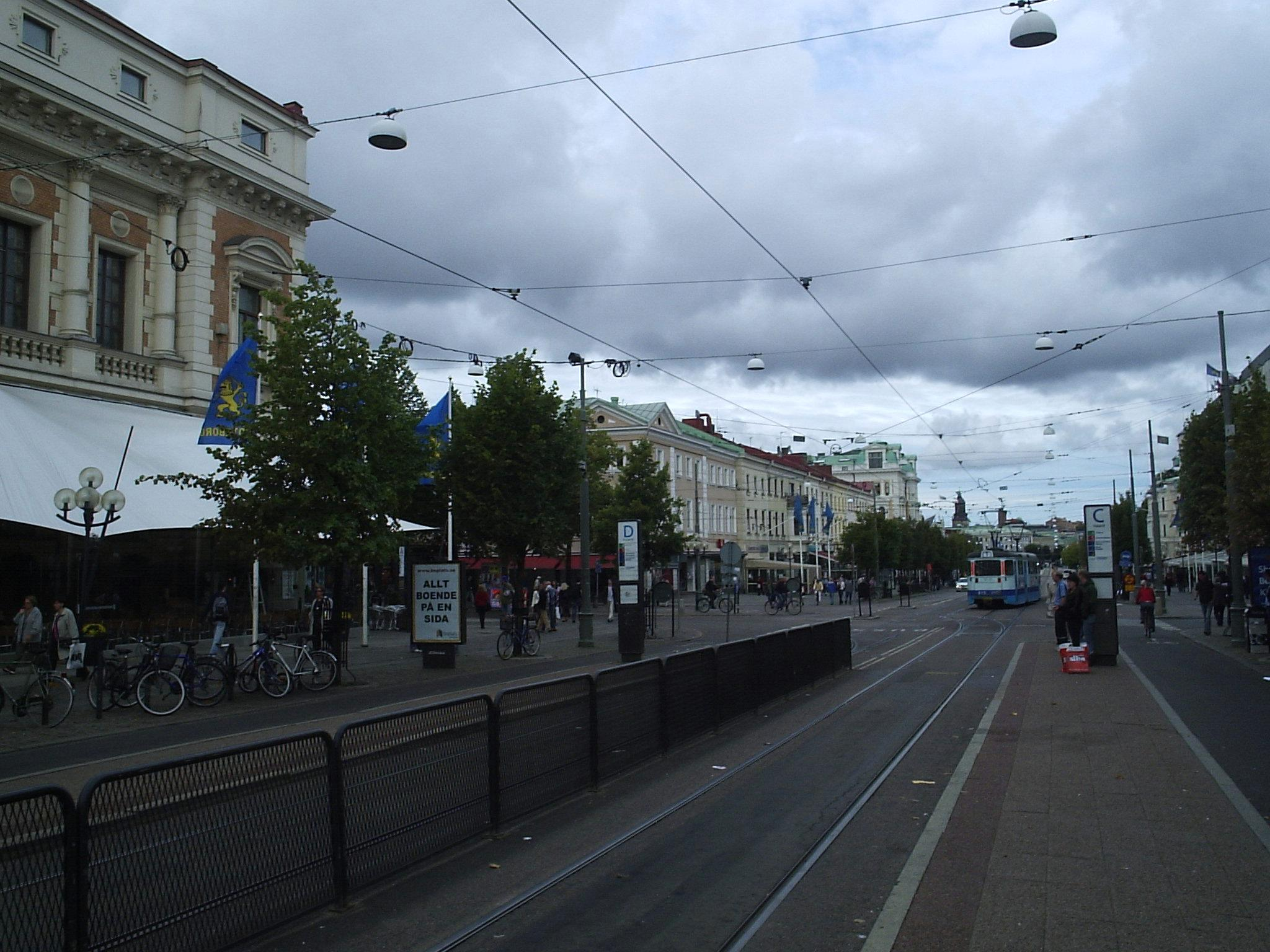
Valand
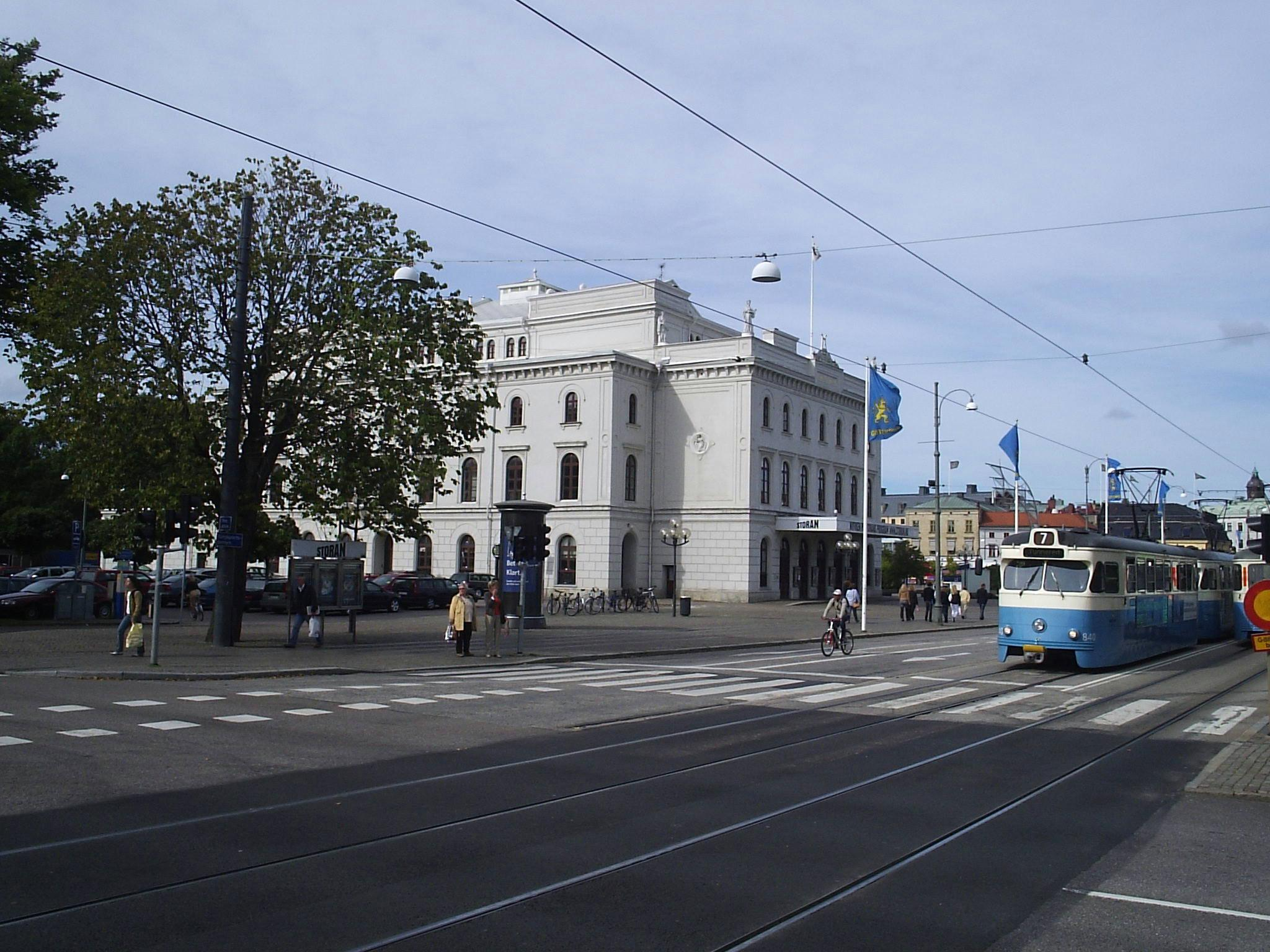
O Grande Teatro
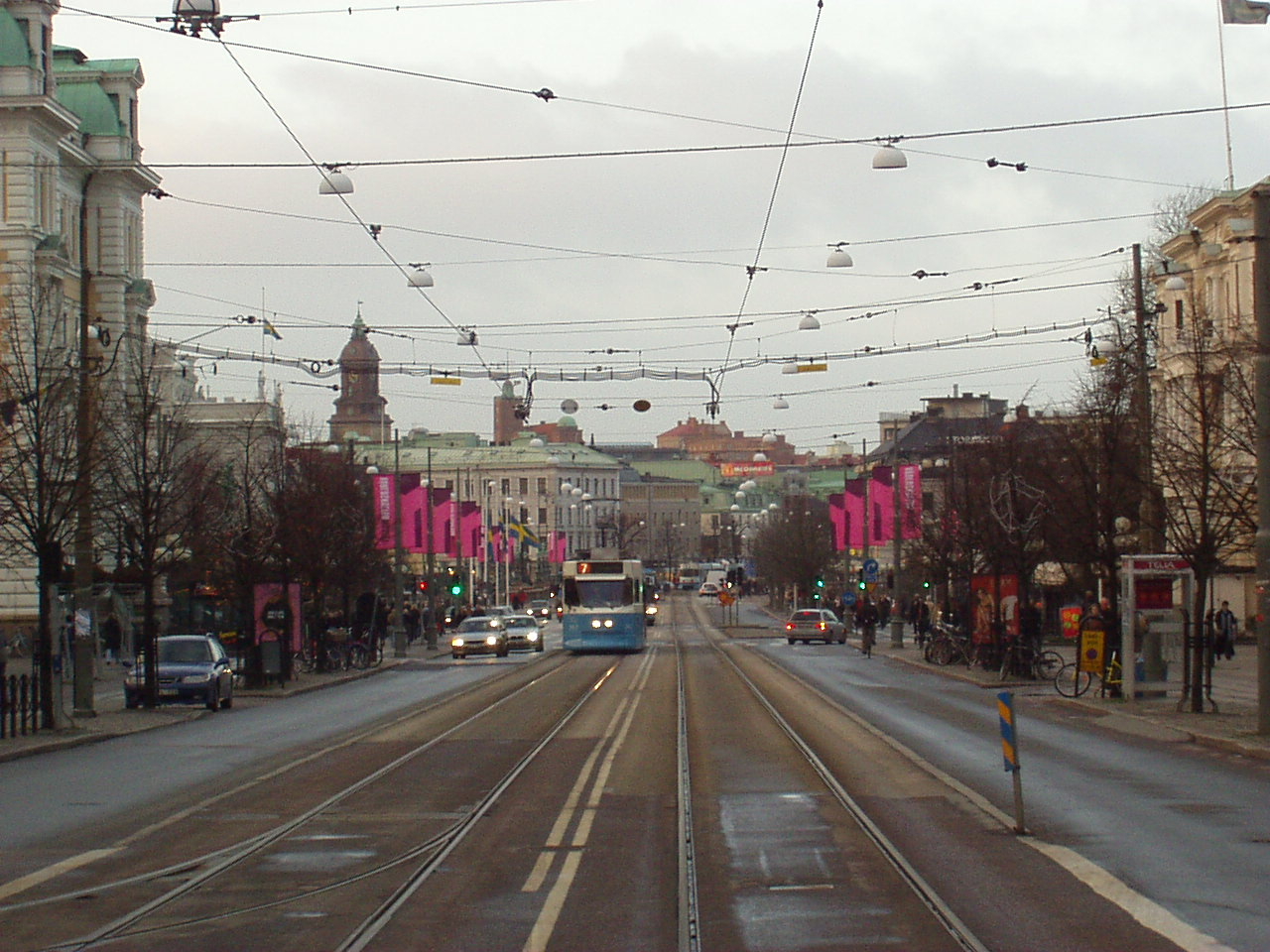
A Avenyn
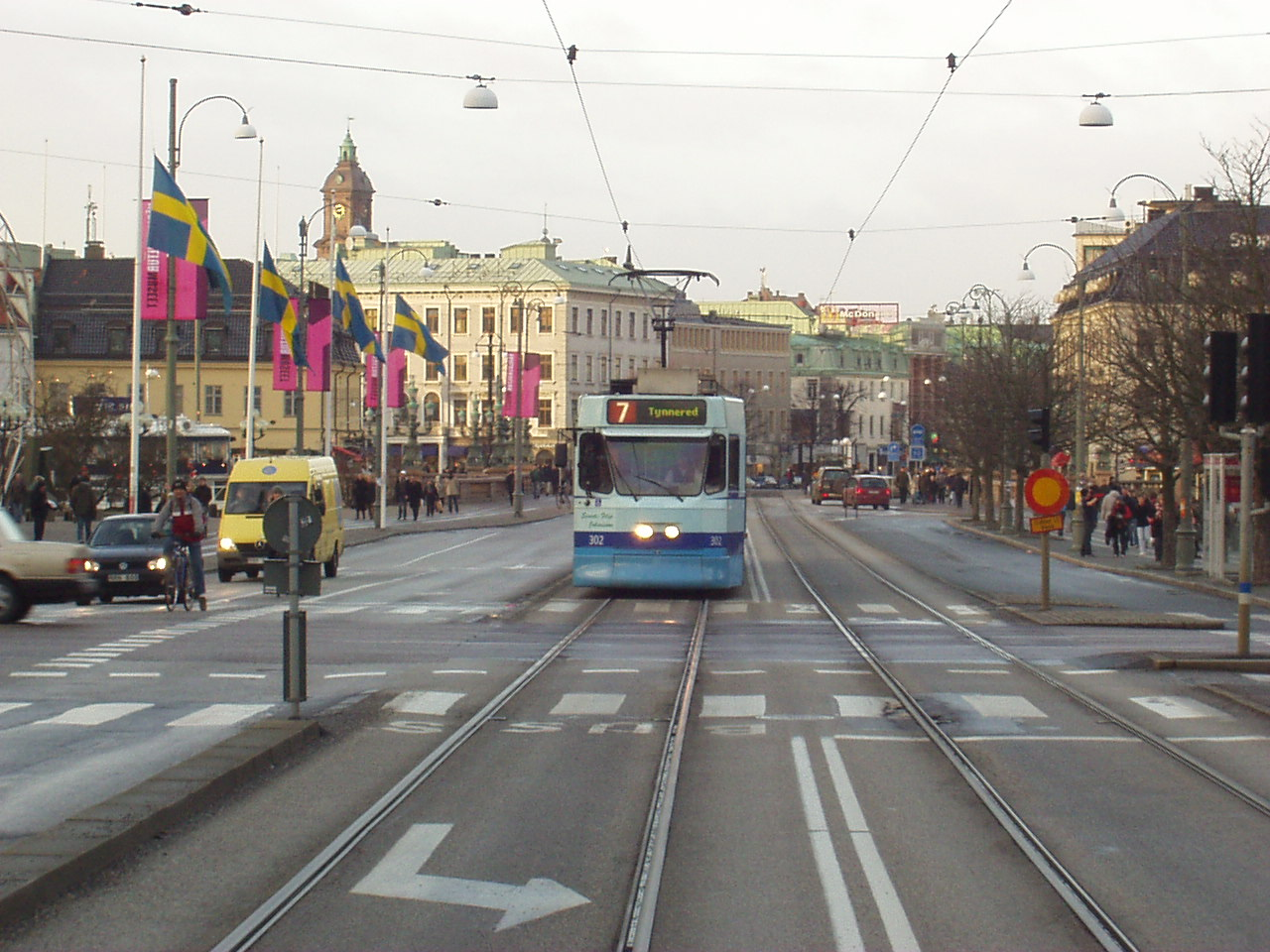
A praça Kungsportsplatsen